# Figurinista
Il figurinista è quel professionista che, in campo tecnico-artistico, disegna figurini ovvero un disegno o parte di figura umana che l'ideatore di un capo d'abbigliamento traccia per definirne le linee, e anche la pubblicazione che divulga tale modello, come ideazione di abiti, costumi anche per rappresentazioni teatrali, cinematografiche, televisive.